# Milač
Milač je rijeka ponornica u Bosni i Hercegovini
Protječe kroz općinu Kupres te je najveća rijeka Kupreškog polja. Milač izvire iz Kukavičkog jezera u podnožju planine Stožer jugozapadno od Kupresa. Ponori se nalaze kod Donjeg Malovana , te se kasnije pojavljuje u Šujici kao rijeka Šujica. 
Uz Milač rastu barske ive, crvene vrbe i sive johe.